# Цвет Шкотске
Цвет Шкотске (енгл. Flower of Scotland) се обично користи као незванична национална химна Шкотске. Написао ју је негде средином 1960-их народни музичар Рој Вилијамсон, а њен текст се првенствено фокусира на Ратове за независност Шкотске и на Роберта Бруса, који је био краљ Шкотске који је обезбедио победу над краљем Енглеске Едвардом II током битке код Бенокберна 1314. године. Основна тема песме је „заштита земље и слање енглеског краља кући да двапут размисли о поновној инвазији Шкотске”.

## Историја
Песму је средином 1960-их компоновао Рој Вилијамсон из фолк групе Корис (енгл. The Corries). Први пут се јавно чула у телевизијској серији Би-Би-Сија из 1967. године, где још није укључивао трећи стих „још увек можемо да устанемо”. Речи се односе на победу Шкота, предвођених Робертом I, над енглеским краљем Едвардом II у бици код Бенокберна 1314. године. Иако не постоји званична национална химна Шкотске, „Цвет Шкотске” је једна од песама које се користе, уз старију песму „Поносна Шкотска” (енгл. Scotland the Brave).

### Употребе на спортским догађајима
Песма је коришћена као химна од стране Шкотског рагби јунион тима, откако је крилни играч Били Стил подстакао своје саиграче да је певају на Бритиш лајонс турнеји у Јужној Африци 1974. године. Песма је усвојена као химна пре утакмице за Првенство пет нација 1990, прво незванично за почетну утакмицу код куће против Француске, затим за одлучујући меч између Шкотске и Енглеске у Марејфилду, који је Шкотска добила резултатом 13–7 и освојила гренд слем.
Фудбалски савез Шкотске усвојио је „Цвет Шкотске” као националну химну 1997, иако су је први пут употребили 1993. године. Обично се певају само први и трећи стих.

### Званична химна
У јулу 2006. Краљевски шкотски национални оркестар је спровео онлајн анкету у којој су бирачи могли да изаберу националну химну од једног од пет кандидата. У анкети је учествовало 10.000 људи у којој је „Цвет Шкотске” изашао као победник са 41% гласова.
Шкотски парламент је 13. јануара 2015. саслушао исказ члана јавности, Криса Кромара, који је поднео петицију парламенту на разматрање о договореној државној химни Шкотске. Кромар је кроз петицију позвао шкотску владу да формално призна и усвоји „Цвет Шкотске” као шкотску националну химну.
Фудбалски савез Шкотске (ФСШ) одговорио је на писмени захтев шкотског парламента у вези са петицијом, у којој су изјавили да верују да би питање договора о националној химни Шкотске било „прикладније за 35.000 чланова Клуба навијача Шкотске”. ФСШ је спровео анкету међу својим члановима и публиком на својим платформама друштвених мрежа, при чему је „Цвет Шкотске” остварио тесну победу. Упркос томе, Фудбалски савез је алудирао на то да је мања победа сугерисала „нешто хране за размишљање” о томе шта би требало да буде национална химна, при чему је „Поносна Шкотска” задржала афинитет међу фудбалским навијачима Шкотске.
Шкотски парламент је 17. марта 2015. званично затворио разматрање петиције у складу са правилом 15.7, тврдећи да „ово није нешто што би требало да води шкотска влада, већ ће се вероватно временом утврдити неформално”. Члан шкотског парламента Ангус Макдоналд рекао је у говору у шкотском парламенту о петицији да „с обзиром на став шкотске владе, и с обзиром на то да се напољу још увек води велика дебата о томе шта би требало да буде национална химна, треба да затворимо петицију невољно и дозволити да се та расправа настави”.